# Grande Prêmio dos Estados Unidos de Motovelocidade de 2009
O Grande Prêmio dos Estados Unidos de 2009 foi a oitava etapa da Temporada de MotoGP de 2009. Aconteceu entre os dias 3 e 5 de julho de 2009 no Circuito de Laguna Seca.

## Classificação da MotoGP
| Pos | No | Piloto           | Construtor | Voltas | Tempo/Aband.       | Grid | Pontos |
| --- | -- | ---------------- | ---------- | ------ | ------------------ | ---- | ------ |
| 1   | 3  | Dani Pedrosa     | Honda      | 32     | 44:01.580          | 4    | 25     |
| 2   | 46 | Valentino Rossi  | Yamaha     | 32     | +0.344             | 2    | 20     |
| 3   | 99 | Jorge Lorenzo    | Yamaha     | 32     | +1.926             | 1    | 16     |
| 4   | 27 | Casey Stoner     | Ducati     | 32     | +12.432            | 3    | 13     |
| 5   | 69 | Nicky Hayden     | Ducati     | 32     | +21.663            | 8    | 11     |
| 6   | 24 | Toni Elías       | Honda      | 32     | +22.041            | 6    | 10     |
| 7   | 5  | Colin Edwards    | Yamaha     | 32     | +30.201            | 7    | 9      |
| 8   | 7  | Chris Vermeulen  | Suzuki     | 32     | +32.857            | 9    | 8      |
| 9   | 14 | Randy de Puniet  | Honda      | 32     | +40.325            | 14   | 7      |
| 10  | 33 | Marco Melandri   | Kawasaki   | 32     | +48.028            | 11   | 6      |
| 11  | 15 | Alex de Angelis  | Honda      | 32     | +48.810            | 12   | 5      |
| 12  | 88 | Niccolò Canepa   | Ducati     | 32     | +1:18.531          | 16   | 4      |
| Ret | 4  | Andrea Dovizioso | Honda      | 6      | Acidente           | 5    |        |
| Ret | 59 | Sete Gibernau    | Ducati     | 6      | Acidente           | 13   |        |
| Ret | 65 | Loris Capirossi  | Suzuki     | 3      | Acidente           | 10   |        |
| Ret | 41 | Gábor Talmácsi   | Honda      | 3      | Acidente           | 17   |        |
| DSQ | 52 | James Toseland   | Yamaha     |        | Ignorou penalidade | 15   |        |